# Ján Krajč
Ján Krajč (* 23. září 1951) je bývalý slovenský fotbalový brankář. Žije ve Zvolenu.

## Fotbalová kariéra
V československé lize hrál za AC Nitra. Nastoupil ve 12 ligových utkáních.

## Ligová bilance
| Ročník                                   | Zápasy | Góly | Minuty | Nuly | Klub     |
| ---------------------------------------- | ------ | ---- | ------ | ---- | -------- |
| 1. československá fotbalová liga 1973/74 | 6      | 0    | 405    | 1    | AC Nitra |
| 1. československá fotbalová liga 1974/75 | 6      | 0    | 475    | 0    | AC Nitra |
| CELKEM                                   | 12     | 0    | 880    | 1    |          |